# Phạm Văn Thành
Phạm Văn Thành (sinh 16 tháng 3 năm 1994) là một cầu thủ bóng đá chuyên nghiệp người Việt Nam hiện đang chơi ở vị trí tiền vệ cho câu lạc bộ Quy Nhơn Bình Định tại V.League 1.

## Danh hiệu

### Câu lạc bộ

#### Hà Nội
Vô địch: 2
- 2016, 2018

 Á quân: 2
- 2014, 2015

### Đội trẻ

#### U-19
Vô địch: 1
- 2011

#### U-21
Vô địch: 2
- 2013, 2015